# ملعب رودريغو باز ديلغادو
ملعب رودريغو باز ديلغادو، المعروف باسم لا كاسا بلانكا (بالإسبانية: La Casa Blanca) هو ملعب كرة قدم يقع في كيتو، الإكوادور وهو الملعب الرئيسي لنادي ليغا دو كيتو. تم بناء الملعب بين عامي 1995 و1997، واستضاف أول مباراة له في 6 مارس 1997 في مباراة بين نادي ليغا دي كيتو ونادي أتليتكو مينيرو من بيلو هوريزونتي. يقع على ارتفاع 2734 مترًا فوق سطح البحر وبطاقة استيعابية تصل إلى 41575 متفرجًا، وهو أكبر ملعب في كيتو، وثاني أكبر ملعب في الإكوادور بعد ملعب مونومنتال بانكو بيتشينشا في غواياكيل.
منذ افتتاحه، شهد الملعب أعظم فترة نجاح لنادي ليغا دو كيتو حيث فاز بستة ألقاب وطنية وأربعة ألقاب دولية.
استخدم منتخب الإكوادور هذا الملعب مرتين خلال تصفيات كأس العالم 2002 في 29 مارس 2000 ضد فنزويلا و15 أغسطس 2000 ضد بوليفيا. فازت الإكوادور في المباراتين.
1. ↑  مذكور في: جيونيمز. الوصول: 6 أبريل 2015. لغة العمل أو لغة الاسم: الإنجليزية. تاريخ النشر: 2005.